# Раффаел Каетану де Араужу
Раффаел Каетану де Араужу (порт. Raffael Caetano de Araújo, нар. 28 березня 1985, Форталеза), відомий як просто Раффаел — бразильський футболіст. Також може грати на позиції атакувального півзахисника. Виступає у складі словацького клубу «Погроньє».

## Ігрова кар'єра
Народився 28 березня 1985 року в місті Форталеза. Вихованець футбольної школи клубу «Жувентус Сан-Паулу».

### Виступи у Швейцарії
У дорослому футболі дебютував 2003 року виступами за команду друголігового швейцарського клубу «К'яссо», в якій провів два сезони, взявши участь у 61 матчі чемпіонату. Більшість часу, проведеного у складі «К'яссо», був основним гравцем атакувальної ланки команди. У складі «К'яссо» був одним з головних бомбардирів команди, маючи середню результативність на рівні 0,49 голу за гру першості.
Своєю грою за «К'яссо» привернув увагу представників тренерського штабу клубу елітного дивізіону Швейцарії «Цюриха», до складу якого приєднався влітку 2005 року. В першому ж сезоні за «Цюрих» Раффаел вражав ворота суперників достатньо регулярно — 31 матч, 14 голів, 12 результативних передач, тим самим привівши свою команду до чемпіонства. У наступному сезоні все повторилося, і знову клуб став чемпіоном Швейцарії, а футболіст забив 13 голів та віддав три гольові паси в 32 поєдинках. Перша половина третього сезону в «Цюриху» стала для Раффаеля ще результативнішою − 12 м'ячів та п'ять результативних передач в 15 матчах за клуб.

### «Герта»

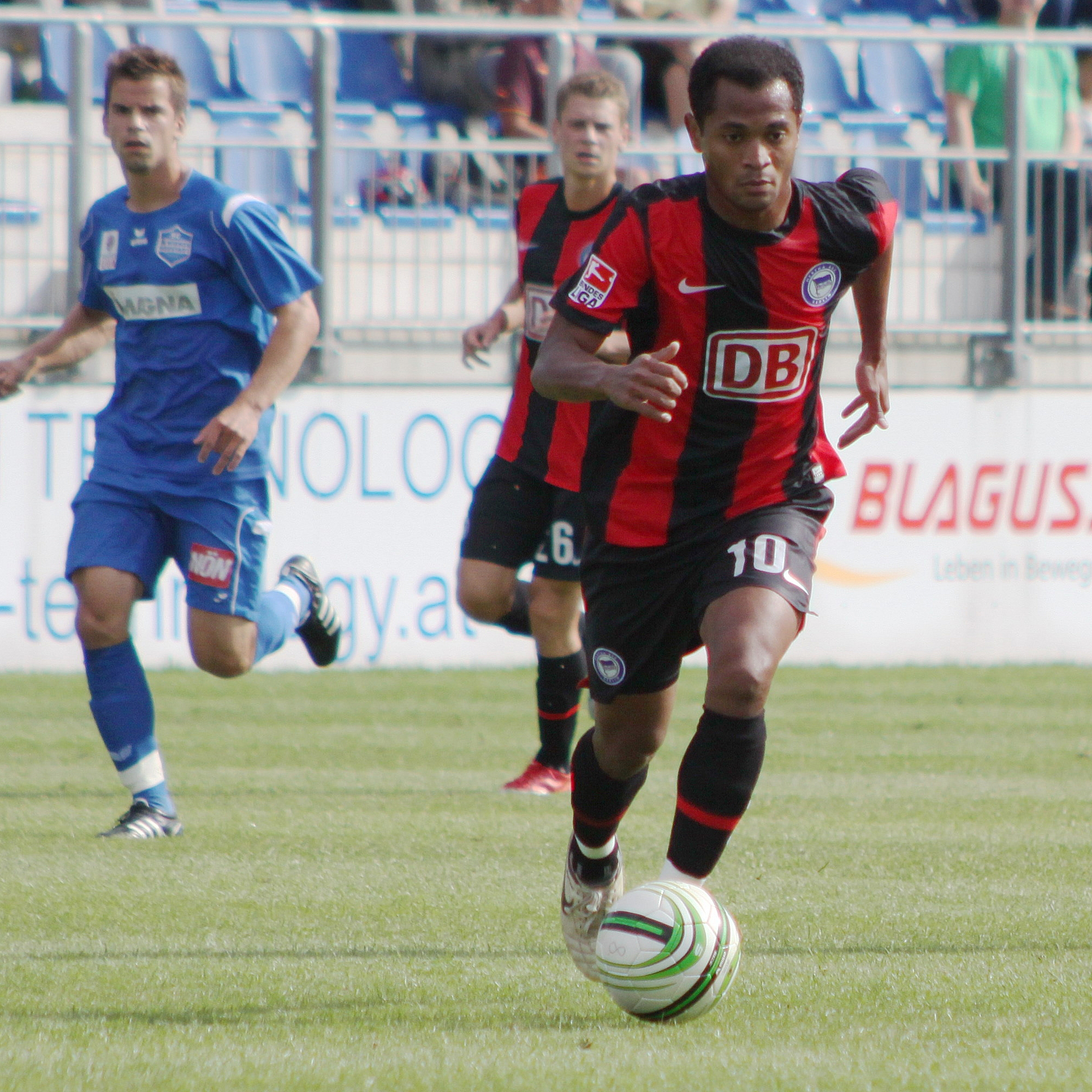
Раффаел під час виступів за «Герту». 11 липня 2009 року

На початку 2008 року перебрався до Німеччини, уклавши контракт з берлінською «Гертою». В новому клубі відразу став ключовою фігурою лінії нападу, хоча й відзначався забитими голами рідше ніж у швейцарських командах. Незважаючи на це, зігравши в другій частині першості 15 матчів, в кожному з наступних чотирьох сезонів у Берліні Раффаел проводив не менше 30 поєдинків.
Вершиною успіху виступів атакувального півзахисника в Німеччині стало 4-е місце «Герти» в Бундеслізі у сезоні 2008/09. Того сезону Раффаел провів 33 матчі та записав на свій рахунок шість точних ударів та чотири результативних паси. Але вже наступний чемпіонат Німеччини, став для берлінського колективу провальним: 18-е місце в Бундеслізі та пониження в класі. Після цього до Раффаела виявили зацікавленість ряд європейських клубів, проте бразилець вирішив залишитися і допомогти своєму клубу повернутися до еліти. Це йому і його партнерам вдалося, в першому ж сезоні, але надовго «Герта» в еліті не затрималась і у сезоні 2011/12 знову опустилася на клас нижче. Вдруге грати у нижчих дивізіонах бразилець не захотів і вирішив змінити клуб.

### «Динамо»
Новим клубом Раффаела стало київське «Динамо», до якого він приєднався наприкінці липня 2012 року. Суму трансфера гравця розголошено не було, втім вона оцінюється у принаймні 7,5 мільйонів євро. 28 вересня 2012 року на 81 хвилині матчу з луганською "Зорею "він забив свій перший м'яч за «Динамо», допомігши команді здобути перемогу 1:0.
16 січня 2013 року стало відомо, що Раффаел на засадах оренди уклав угоду з німецьким клубом «Шальке 04», який окрім всього отримав пріоритетне право на викуп гравця по закінчення строку оренди. Дебют за «Шальке» відбувся 18 січня 2013 року в матчі 18 туру Бундесліги проти «Ганновера» (5:4), коли він на 90 хвилині замінив Льюїса Голтбі. У червні 2013 року стало відомо, що «Шальке» не платитиме викуп за Раффаела і він повернувся до «Динамо».

### «Боруссія»
20 червня 2013 року Раффаел підписав п'ятирічний контракт з менхенгладбахською «Боруссією». Згодом контракт гравця з клубом подовжувався і загалом він відіграв у Менхенгладбасі сім сезонів, протягом яких провів загалом 164 матчі у Бундеслізі, забивши 58 голів. Влітку 2020 року залишив команду, отримавши статус вільного агента.

## Титули і досягнення
- Чемпіон Швейцарії (2):

«Цюрих»: 2005-06, 2006-07